# 食蟹海豹
食蟹海豹（学名：Lobodon carcinophagus），也称锯齿海豹，是分布于南极大陆附近海域的一种海豹。
成年雄性食蟹海豹体长2.16～2.41米；雌性2.03～2.41米，重200～300公斤。嘴脸甚长。颊齿复杂，上、下颌各有5枚颊齿，各齿的主尖头前有1个、后有3个齿冠尖头，适于过滤食物。主要以南极磷虾为食。喜独栖，在冰上行动迅速。
食蟹海豹是食蟹海豹属下唯一的一种，其属名（Lobodon）来自希腊语，意为“锯齿状牙齿”。种名（carcinophagus）意为“食蟹的”，曾错误的认为蟹是其食物。